# Eumenés z Kardie
Eumenés z Kardie (362 př. n. l. – 316 př. n. l.) byl řecký vojevůdce a učenec. Zúčastnil se válek diadochů, v nichž chránil zájmy makedonského královského rodu Argeovců. Jakožto jediný Řek a navíc nevoják byl mezi diadochy naprostým outsiderem, přesto je pokládán za jednoho z nejschopnějších vojevůdců těchto válek.

## Život
Eumenés pocházel z města Kardie na severu Thráckého Chersonésu. Ve velmi mladém věku se stal osobním tajemníkem Filipa II. Makedonského a později jeho syna a nástupce Alexandra, kterého doprovázel na jeho tažení do Asie (mimo jiné měl na starosti finance). Po Alexandrově smrti v roce 323 př. n. l. se Eumenés ujal velení nad makedonskými a řeckými vojáky bojujícími za Alexandrova syna Alexandra IV. Aiga. V následném dělení říše byla Eumenovi přidělena správa Paflagonie a Kappadokie. Druhá zmiňovaná však nebyla Makedonci dosud podrobena. Správce říše Perdikkás proto přikázal Leonnátovi a Antigonovi, aby jí dobyli pro Eumena. Antigonos však Perdikkovy rozkazy ignoroval, zatímco Leonnátos se Eumena marně pokoušel přimět, aby ho doprovázel do Evropy a podílel se na jeho dalekosáhlých plánech. Eumenés se místo toho spojil s Perdikkou a s jeho pomocí byl konečně dosazen za místodržitele Kappadokie.
Když si Krateros a Antipatros vítězstvím v lamijské válce podmanili Řeky, obrátili se do Asie s cílem zlomit Perdikkovu moc. Jejich první úder přirozeně směřoval do Kappadokie. Krateros a Neoptolemos, satrapa Arménie, byli však Eumenem zcela rozdrceni v bitvě poblíž Helléspontu v roce 321 př. n. l. Neoptolemos byl zabit a Krateros podlehl svým zraněním nedlouho po něm. Eumenés dokázal v tomto boji porazit argyraspidy (vojáky se stříbrnými štíty), starou Filipovu gardu, která byla považována za nepřemožitelnou, přičemž svou pěchotu ošálil tvrzením, že proti nim stojí čerstvě odvedení rekruti. Když jeho vojáci pochopili svůj omyl, byli již překvapení argyraspidé poraženi. Tímto vítězstvím si Eumenés vysloužil obdiv, respekt a zároveň nenávist Makedonců, neboť Krateros byl pokládán za nejschopnějšího Alexandrova velitele.
Poté, co byl Perdikkás v roce 321 př. n. l. zavražděn vlastními vojáky v Egyptě, vynesli ostatní makedonští generálové nad Eumenem rozsudek smrti. Antipatros a Antigonos byli určeni za jeho vykonavatele. Eumenés, zrazený jedním z vlastních důstojníků, uprchl do Nór, silné pevnosti na hranicích mezi Kappadokií a Lykaonií, kde vytrval déle než rok, dokud Antipatrova smrt neuvrhla jeho nepřátele do vzájemných rozbrojů. Antipatros přenechal regentství v Makedonii svému příteli Polyperchóntovi, čímž pominul vlastního syna Kassandra. Ten uzavřel spojenectví s Antigonem a Ptolemaiem, zatímco Eumenés se spojil s Polyperchóntem. Tím si uvolnil ruce k úniku z Nór a již zanedlouho jeho vojsko ohrožovalo Sýrii a Fénicii. V roce 318 př. n. l. proti němu vyrazil Antigonos. Eumenés se stáhl na východ, kde hodlal získat na svou stranu satrapy provincií za řekou Tigris. Po dvou nerozhodných bitvách u Paratakény (317 př. n. l.) a u Gabiény (316 př. n. l.) byl ale zrazen vlastními vojáky a vydán Antigonovi. Plútarchos a Diodóros se shodují v tom, že Eumenés sice zvítězil v bitvě, avšak ztratil kontrolu nad vlastním vojenským táborem. Zde uložená kořist, shromážděná vojáky během třiceti let válčení, padla do rukou Antigona. Kromě zlata a značných pokladů se zde nacházely také ženy a děti Eumenových vojáků. Antigonos jim proto poslal zprávu, ve které jim sdělil, že je ochoten vrátit jim jejich ženy a majetek, pokud mu oni vydají Eumena. Vojáci následně Eumena zajali a předali Antigonovi. Ten dal nakonec svého úhlavního soka po krátkém rozvažování popravit.
Makedonci v Eumenově vojsku dávali otevřeně najevo pochybnosti o svém veliteli – i přes jeho nepopiratelné vojenské schopnosti Eumenés nikdy nezískal jejich bezmeznou důvěru a důsledkem této skutečnosti se nakonec stala jeho smrt. Eumenés byl velice schopným vojevůdcem, který až do svého konce činil vše proto, aby udržel jednotu Alexandrovy říše v Asii. Avšak jeho snaha byla mařena generály a satrapy, kteří jej nenáviděli a pohrdali jím pro jeho nemakedonský původ a také proto, že byl kdysi pouhým sekretářem.